# Капустянский, Владимир Геннадьевич
Владимир Геннадьевич Капустянский (4 марта 1940 — 24 декабря 2018) — генерал-майор милиции, начальник управления МВД России по Орловской области (1992—1995), заслуженный работник МВД СССР.

## Биография
Начал работать следователем, затем был назначен прокурором. После этого перешел в милицию. Руководил Орловской школой милиции.
В 1993 входил в Конституционную комиссию, получил благодарность от Президента РФ.
На пенсии работал с молодежью, писал статьи и книги.
Похоронен 26 декабря 2018 года на Наугорском кладбище города Орла.